# Kujawa (województwo lubuskie)
Kujawa – osada w województwie lubuskim, w powiecie krośnieńskim, w gminie Gubin.
W latach 1975–1998 miejscowość administracyjnie należała do województwa zielonogórskiego.
Inne miejscowości o tej nazwie: Kujawa